# 南山里
南山里為臺灣新竹縣關西鎮中心區南方的一里。主要有兩區，一區為位於鳳山溪北側沖積的河階地(舊稱南門崁下)，另一區為鳳山溪溪南側(左岸)的丘陵及河階地(舊稱渡船頭、上南片、南片)，下設12鄰，人口342人，是關西仙草主要產區之一，里內有羅屋書院、南山金城武樹、南山里老水車、南山橋頭百年老茄苳、渡南古道等景點，也是壽翁的家鄉，聯外交通主要通道以南山大橋、渡船頭大橋、長壽橋等。里名係以位於市中心的南方及與里內丘陵似山而得名。